# Lövberga
För Lövberga i Saltsjö-Boo, se denna ort
Lövberga är en tidigare småort  i Ströms distrikt (Ströms socken) i Strömsunds kommun i Jämtlands län. 2015 ändrade SCB definitionen av småorter, varvid orten inte längre räknades som småort.
Orten ligger vid södra ändan av Flåsjön, vid E45 och Inlandsbanan. 

## Bilder

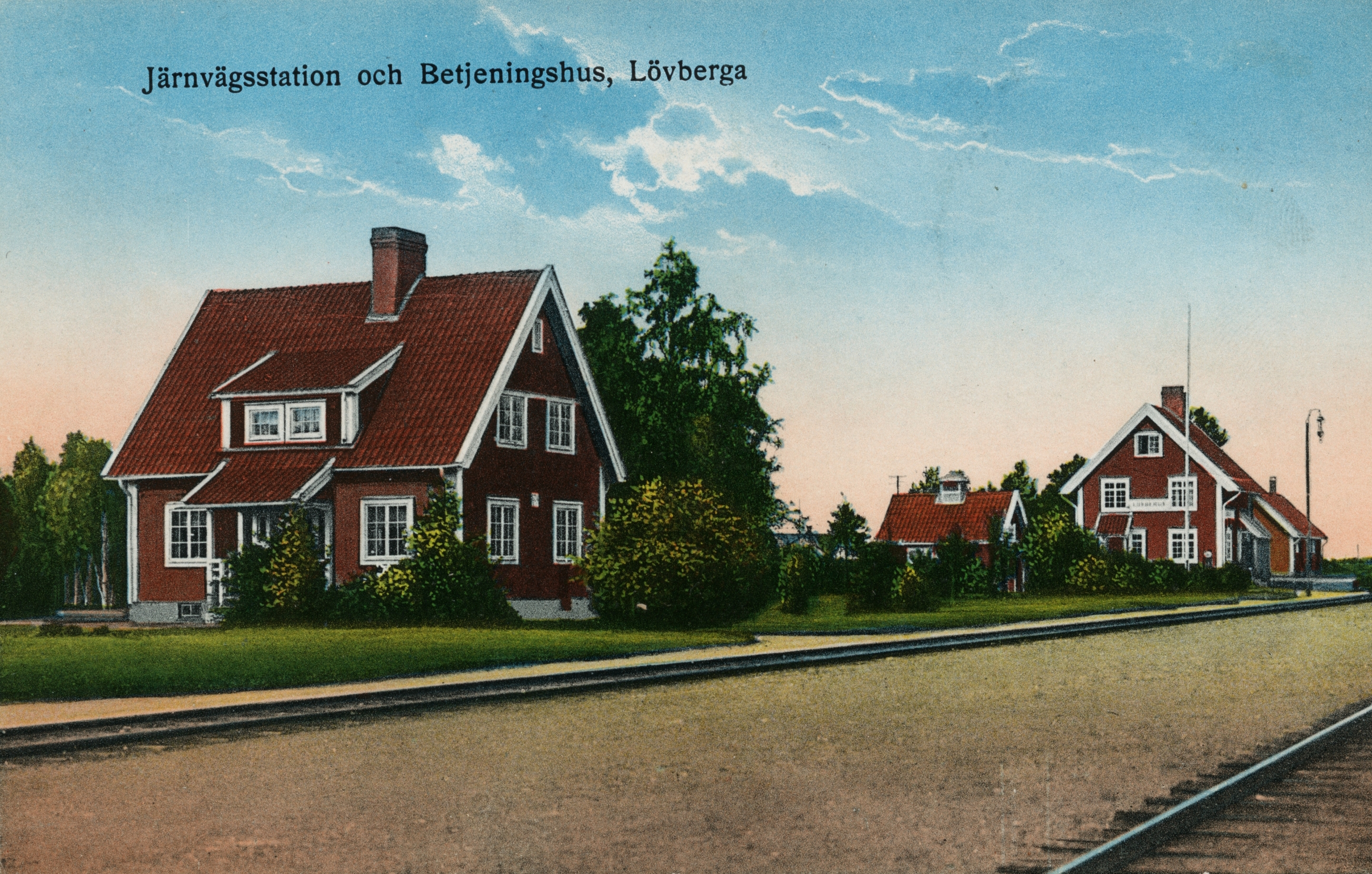
Järnvägsstatonen c:a 1920
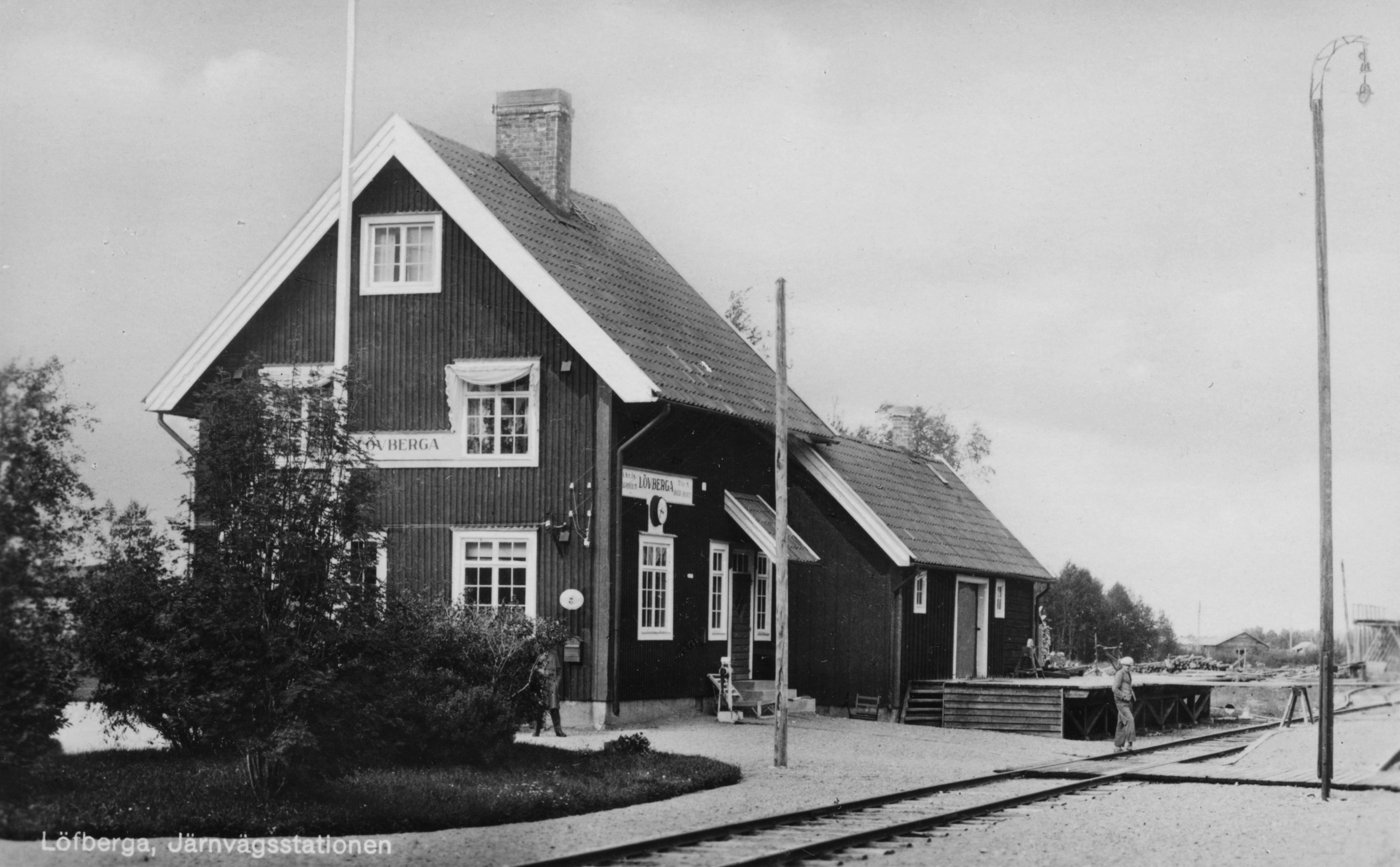
Järnvägsstationen c:a 1930
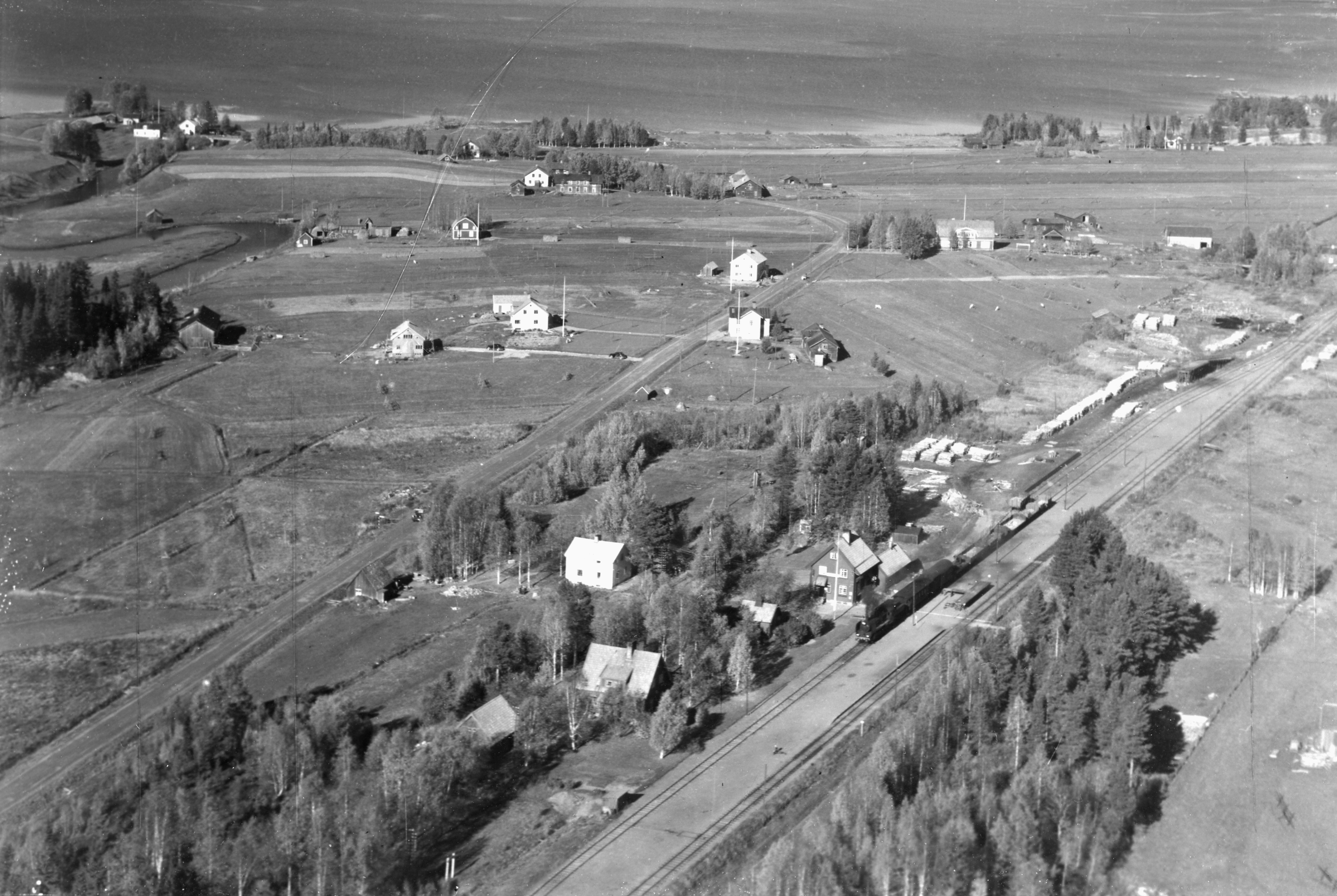
Stationsområdet 1950